# Acebutololo
L' acebutololo è un principio attivo di indicazione specifica contro l'ipertensione.
L'acebutololo, a differenza di altri farmaci simili, causa  al paziente minore sensazione di freddo e meno bradicardia.

## Indicazioni
È utilizzato come medicinale in cardiologia contro l'ipertensione, l'angina pectoris, le aritmie comprese le tachicardie, flutter atriale.
La somministrazione di tale farmaco protegge le persone che hanno avuto un episodio di infarto miocardio acuto.

## Controindicazioni
Bradicardia, shock cardiogeno.
Sconsigliato in casi di gravidanza e insufficienza renale. In corso di gravidanza è incorporato in classe B che significa che il rischio è remoto ma possibile. Tutti gli altri betabloccanti sono inclusi nella categoria C (maggior rischio).Braunwald's HEART DISEASE 7ª EDIZIONE

## Dosaggi
- Ipertensione, 400 mg una volta al giorno (max 400 mg due volte al giorno)
- Angina pectoris, 400 mg una volta al giorno, nelle forme gravi 300 mg tre volte al giorno
- Aritmie, 0,4-1,2 g al giorno divise in più dosi (2-3)

## Farmacodinamica
I betabloccanti inibiscono i recettori beta del sistema adrenergico presenti nel cuore, riducendo in pratica il lavoro del cuore.
Effetti positivi di tale farmaco li si ritrovano nella riduzione della gittata cardiaca e della pressione arteriosa. Mentre per quanto riguarda le forme di angina pectoris migliorando la tolleranza agli sforzi ne limita la sintomatologia.
Agendo sul sistema simpatico fino a bloccarlo e sulla capacità di conduzione del cuore risulta utile anche contro le aritmie cardiache e nello scompenso cardiaco.
Nel caso specifico dell'acebutololo avendo un effetto minore sui recettori beta 2 rispetto ai normali betabloccanti non rientra nei farmaci specifici in cardiologia.
Alcuni betabloccanti possono essere dotati di attività simpaticomimetica intrinseca; in questo caso sono agonisti deboli dei recettori beta-adrenergici e quindi inibiscono l'azione di agonisti più forti (come l'adrenalina). L'attività simpaticomimetica intrinseca permette di evitare bradicardie molto spinte, che possono verificarsi con i betabloccanti privi di tale attività. Esempi di farmaci con queste caratteristiche sono il pindololo (che agisce sui recettori β1e β2) e l'acebutololo (che agisce sul recettore β1).

## Effetti indesiderati
Rallentando il ritmo del cuore possono quindi indurre depressione del miocardio, il muscolo del cuore.
È sconsigliato l'uso e utilizzato solo se non vi sono altre scelte in persone con episodi passati di asma e broncospasmo.
Altri effetti indesiderati sono cefalea, dispnea, psicosi, vertigini, nausea, sonnolenza, disfunzioni sessuali, bradicardia, alopecia, xeroftalmia, affaticamento, porpora, scompenso cardiaco, ipotensione, rash, broncospasmo, irritazione.